# Oskar Glück
Oskar Glück, auch Oscar Glück (* 25. März 1887 in Wien, Österreich-Ungarn; † 20. Dezember 1966 in München, Deutschland) war ein österreichischer Filmproduzent und Filmverleiher.

## Leben und Wirken
Glück erhielt eine kaufmännische Ausbildung. 1910 stieß er zum Filmgeschäft und gründete seine erste eigene Firma, einen Filmverleih. Zeitgleich (noch in den 1910er Jahren) besaß er mit dem Kreuz-Kino im ersten Wiener Bezirk eine eigene Spielstätte. 1923 wurde er alleinverantwortlicher Inhaber der Projectograph Film-Ges.m.b.H. 1932 begann Glück mit der Projectograph regelmäßig Filme zu produzieren und konnte für seine von Topregisseuren wie Fritz Kortner, Carl Lamac, Karl Hartl und vor allem E. W. Emo inszenierten Filme Stars wie Maria Jeritza, Hans Moser, Liane Haid, Heinz Rühmann, Willi Forst, Franziska Gaal sowie Pat und Patachon verpflichten. Infolge des Anschluss Österreichs musste Oskar Glück emigrieren.
Zwischen März 1938 und Herbst 1947 hielt er sich in der Schweiz, in England, Frankreich und (ab Ende Mai 1940 auf der Flucht vor der Wehrmacht) in den USA auf. Dort nahm er 1946 die amerikanische Staatsbürgerschaft an. Wieder zurück in Europa, ließ sich Glück schließlich in München nieder und betrieb mit der Projectograph Filmverleih GmbH erneut ein Verleihgeschäft. Oskar Glück wurde einen Tag vor Heiligabend auf dem Wiener Zentralfriedhof beigesetzt.

## Filmografie (komplett)
- 1929: Der Monte Christo von Prag
- 1932: Der Prinz von Arkadien
- 1932: So ein Mädel vergißt man nicht
- 1933: Großfürstin Alexandra
- 1934: Der Herr ohne Wohnung
- 1935: Der Himmel auf Erden
- 1935: Knox und die lustigen Vagabunden (Zirkus Saran)
- 1936: Ungeküsst soll man nicht schlafen geh’n
- 1936: Fräulein Lilli
- 1937: Der Mann, von dem man spricht
- 1937: Die verschwundene Frau
- 1938: Immer, wenn ich glücklich bin